# Lista siturilor arheologice din județul Harghita - L
Lista siturilor arheologice din județul Harghita - L conține toate siturile arheologice din județul Harghita înscrise în Repertoriul Arheologic Național (RAN) și aflate în localități al căror nume începe cu litera L. RAN este administrat de Ministerul Culturii și Patrimoniului Național și cuprinde date științifice, cartografice, topografice, imagini și planuri, precum și orice alte informații privitoare la zonele cu potențial arheologic, studiate sau nu, încă existente sau dispărute.
Puteți căuta un sit din localitățile care încep cu litera L folosind formularul de mai jos sau puteți naviga prin toate siturile din județ la Lista siturilor arheologice din județul Harghita.
| Cod RAN                                   | Denumire | Localitate                    | Adresă                         | Datare                               | Descoperit | Coordonate                                    | Imagine           | Erori            |
| ----------------------------------------- | --- | ----------------------------- | ------------------------------ | ------------------------------------ | ---------- | --------------------------------------------- | ----------------- | ---------------- |
| 84601.01.01 (Cod LMI: HR-I-m-B-12671.04)  | Situl arheologic de la Lăzarea - Castelul Lazăr / ansamblu anonim (Categorie: construcție) (Tip: Așezare)                                                  | sat Lăzarea, comuna Lăzarea   | Castelul Lazăr                 |                                      |            | 46°44′57″N 25°31′52″E / 46.74917°N 25.53111°E | Încărcați imagine | Raportați eroare |
| 84601.01.06                               | Situl arheologic de la Lăzarea - Castelul Lazăr / ansamblu Castelul Lázár (Categorie: construcție) (Tip: Castel)                                           | sat Lăzarea, comuna Lăzarea   | Castelul Lazăr                 | sec. XVI                             |            | 46°44′57″N 25°31′52″E / 46.74917°N 25.53111°E | Încărcați imagine | Raportați eroare |
| 84601.01.04                               | Situl arheologic de la Lăzarea - Castelul Lazăr / ansamblu Casa Doamnei (Categorie: construcție) (Tip: Așezare)                                            | sat Lăzarea, comuna Lăzarea   | Castelul Lazăr                 | slavă                                |            | 46°44′57″N 25°31′52″E / 46.74917°N 25.53111°E | Încărcați imagine | Raportați eroare |
| 84601.01.02                               | Situl arheologic de la Lăzarea - Castelul Lazăr / ansamblu anonim (Categorie: construcție) (Tip: Așezare)                                                  | sat Lăzarea, comuna Lăzarea   | Castelul Lazăr                 |                                      |            | 46°44′57″N 25°31′52″E / 46.74917°N 25.53111°E | Încărcați imagine | Raportați eroare |
| 84601.01.03                               | Situl arheologic de la Lăzarea - Castelul Lazăr / ansamblu anonim (Categorie: construcție) (Tip: așezare)                                                  | sat Lăzarea, comuna Lăzarea   | Castelul Lazăr                 | Sântana de Mureș - Cerneahov         |            | 46°44′57″N 25°31′52″E / 46.74917°N 25.53111°E | Încărcați imagine | Raportați eroare |
| 84601.01.07                               | Situl arheologic de la Lăzarea - Castelul Lazăr / ansamblu anonim (Categorie: construcție) (Tip: Locuire)                                                  | sat Lăzarea, comuna Lăzarea   | Castelul Lazăr                 | sec. XVIII                           |            | 46°44′57″N 25°31′52″E / 46.74917°N 25.53111°E | Încărcați imagine | Raportați eroare |
| 84601.01.05 (Cod LMI: HR-I-m-B-12671.04)  | Situl arheologic de la Lăzarea - Castelul Lazăr / ansamblu anonim (Categorie: construcție) (Tip: Incinta fortificată)                                      | sat Lăzarea, comuna Lăzarea   | Castelul Lazăr                 | 1631-1632                            |            | 46°44′57″N 25°31′52″E / 46.74917°N 25.53111°E | Încărcați imagine | Raportați eroare |
| 85724.01.01 (Cod LMI: HR-I-m-B-12672.03)  | Situl arheologic de la Leliceni - "Muntele cu piatră" / ansamblu anonim (Categorie: locuire civilă) (Tip: Așezare)                                         | sat Leliceni, comuna Leliceni | Muntele cu piatră              | Coțofeni                             |            | 46°20′36″N 25°50′04″E / 46.34339°N 25.83445°E | Încărcați imagine | Raportați eroare |
| 85724.01.02 (Cod LMI: HR-I-m-B-12672.02)  | Situl arheologic de la Leliceni - "Muntele cu piatră" / ansamblu anonim (Categorie: locuire civilă) (Tip: Așezare)                                         | sat Leliceni, comuna Leliceni | Muntele cu piatră              | geto-dacică                          |            | 46°20′36″N 25°50′04″E / 46.34339°N 25.83445°E | Încărcați imagine | Raportați eroare |
| 85724.01.03 (Cod LMI: HR-I-s-B-12672)     | Situl arheologic de la Leliceni - "Muntele cu piatră" / ansamblu anonim (Categorie: locuire civilă) (Tip: Așezare)                                         | sat Leliceni, comuna Leliceni | Muntele cu piatră              | Wietenberg                           |            | 46°20′36″N 25°50′04″E / 46.34339°N 25.83445°E | Încărcați imagine | Raportați eroare |
| 85724.01.04 (Cod LMI: HR-I-s-B-12672)     | Situl arheologic de la Leliceni - "Muntele cu piatră" / ansamblu anonim (Categorie: locuire civilă) (Tip: neprecizat)                                      | sat Leliceni, comuna Leliceni | Muntele cu piatră              |                                      |            | 46°20′36″N 25°50′04″E / 46.34339°N 25.83445°E | Încărcați imagine | Raportați eroare |
| 85724.01.05 (Cod LMI: HR-I-s-B-12672)     | Situl arheologic de la Leliceni - "Muntele cu piatră" / ansamblu anonim (Categorie: locuire civilă) (Tip: neprecizat)                                      | sat Leliceni, comuna Leliceni | Muntele cu piatră              | sec XIII-XIV                         |            | 46°20′36″N 25°50′04″E / 46.34339°N 25.83445°E | Încărcați imagine | Raportați eroare |
| 85724.01.06 (Cod LMI: HR-I-s-B-12672)     | Situl arheologic de la Leliceni - "Muntele cu piatră" / ansamblu anonim (Categorie: locuire civilă) (Tip: neprecizat)                                      | sat Leliceni, comuna Leliceni | Muntele cu piatră              |                                      |            | 46°20′36″N 25°50′04″E / 46.34339°N 25.83445°E | Încărcați imagine | Raportați eroare |
| 85724.02.01 (Cod LMI: HR-I-s-B-12673)     | Așezarea medievală de la Leliceni - "Pârâul amărăciunii" / ansamblu anonim (Categorie: locuire civilă) (Tip: Așezare rurală)                               | sat Leliceni, comuna Leliceni | Bánatus pahak                  | ante 1661                            |            |                                               | Încărcați imagine | Raportați eroare |
| 85724.03.01 (Cod LMI: HR-I-s-B-12674)     | Așezarea Coțofeni de la Leliceni - "Dealul Titalmas" / ansamblu anonim (Categorie: locuire civilă) (Tip: Așezare)                                          | sat Leliceni, comuna Leliceni | Dealul Titalmas                | Coțofeni                             |            |                                               | Încărcați imagine | Raportați eroare |
| 85190.01.01 (Cod LMI: HR-I-m-B-12675.01)  | Așezarea de la Lutița - "Két árok Közé" / ansamblu anonim (Categorie: locuire civilă) (Tip: Așezare)                                                       | sat Lutița, comuna Mugeni     | Két árok Közé                  |                                      |            |                                               | Încărcați imagine | Raportați eroare |
| 85190.01.02 (Cod LMI: HR-I-m-B-12675.02)  | Așezarea de la Lutița - "Két árok Közé" / ansamblu anonim (Categorie: locuire civilă) (Tip: Așezare)                                                       | sat Lutița, comuna Mugeni     | Két árok Közé                  | sec. III - IV                        |            |                                               | Încărcați imagine | Raportați eroare |
| 84601.07.01                               | Tumulul de la Lăzarea - "Movila Tătarilor" / ansamblu anonim (Categorie: descoperire funerară) (Tip: necropola tumulară)                                   | sat Lăzarea, comuna Lăzarea   | Movila Tătarilor               | neprecizat                           |            | 46°46′03″N 25°30′33″E / 46.7675°N 25.50917°E  | Încărcați imagine | Raportați eroare |
| 84601.07.02                               | Tumulul de la Lăzarea - "Movila Tătarilor" / ansamblu anonim (Categorie: descoperire funerară) (Tip: Locuire)                                              | sat Lăzarea, comuna Lăzarea   | Movila Tătarilor               |                                      |            | 46°46′03″N 25°30′33″E / 46.7675°N 25.50917°E  | Încărcați imagine | Raportați eroare |
| 84601.03.01                               | Cetatea medievală de la Lăzarea - "Sărmani" / ansamblu anonim (Categorie: locuire civilă) (Tip: Cetate)                                                    | sat Lăzarea, comuna Lăzarea   | Sărmani                        |                                      |            |                                               | Încărcați imagine | Raportați eroare |
| 84638.01.01                               | Situl arheologic de la Lueta / ansamblu anonim (Categorie: locuire) (Tip: sit)                                                                             | sat Lueta, comuna Lueta       |                                |                                      |            |                                               | Încărcați imagine | Raportați eroare |
| 84638.01.02                               | Situl arheologic de la Lueta / ansamblu anonim (Categorie: locuire) (Tip: sit)                                                                             | sat Lueta, comuna Lueta       |                                | geto-dacică sec. I î.Chr. - I d.Chr. |            |                                               | Încărcați imagine | Raportați eroare |
| 84834.01                                  | Situl arheologic medieval de la Lupeni - "Szencsed" (Categorie: locuire) (Tip: locuire)                                                                    | sat Lupeni, comuna Lupeni     | Szencsed                       |                                      |            |                                               | Încărcați imagine | Raportați eroare |
| 84834.01.01                               | Situl arheologic medieval de la Lupeni - "Szencsed" / ansamblu anonim (Categorie: locuire) (Tip: Locuire)                                                  | sat Lupeni, comuna Lupeni     | Szencsed                       |                                      |            |                                               | Încărcați imagine | Raportați eroare |
| 85724.04.01                               | Așezare preistorică de la Leliceni - "Vereskep" / ansamblu anonim (Categorie: locuire civilă) (Tip: Așezare)                                               | sat Leliceni, comuna Leliceni | Vereskep                       | Wietenberg                           |            |                                               | Încărcați imagine | Raportați eroare |
| 85724.05.01                               | Așezare Coțofeni de la Leliceni - "Locul Oprit" / ansamblu anonim (Categorie: locuire civilă) (Tip: Așezare)                                               | sat Leliceni, comuna Leliceni | Locul Oprit                    | Coțofeni                             |            |                                               | Încărcați imagine | Raportați eroare |
| 85724.06.01                               | Așezarea de epoca bronzului de la Leliceni - "Pădurea Rotundă" / ansamblu anonim (Categorie: locuire civilă) (Tip: Așezare)                                | sat Leliceni, comuna Leliceni | Pădurea Rotundă                |                                      |            | 46°20′24″N 25°50′12″E / 46.33988°N 25.83656°E | Încărcați imagine | Raportați eroare |
| 85724.07.01                               | Așezarea de la Leliceni / ansamblu anonim (Categorie: locuire civilă) (Tip: Așezare)                                                                       | sat Leliceni, comuna Leliceni |                                |                                      |            |                                               | Încărcați imagine | Raportați eroare |
| 85724.08.01                               | Așezarea preistorică de la Leliceni / ansamblu anonim (Categorie: locuire civilă) (Tip: Așezare)                                                           | sat Leliceni, comuna Leliceni |                                |                                      |            |                                               | Încărcați imagine | Raportați eroare |
| 85724.08.02                               | Așezarea preistorică de la Leliceni / ansamblu anonim (Categorie: locuire civilă) (Tip: Așezare)                                                           | sat Leliceni, comuna Leliceni |                                |                                      |            |                                               | Încărcați imagine | Raportați eroare |
| 85724.08.03                               | Așezarea preistorică de la Leliceni / ansamblu anonim (Categorie: locuire civilă) (Tip: Așezare)                                                           | sat Leliceni, comuna Leliceni |                                | geto-dacică                          |            |                                               | Încărcați imagine | Raportați eroare |
| 85724.08.04                               | Așezarea preistorică de la Leliceni / ansamblu anonim (Categorie: locuire civilă) (Tip: Așezare)                                                           | sat Leliceni, comuna Leliceni |                                |                                      |            |                                               | Încărcați imagine | Raportați eroare |
| 85822.01.01                               | Așezarea de epoca bronzului de la Lăzărești - "Nyrpatak" / ansamblu anonim (Categorie: locuire civilă) (Tip: Așezare)                                      | sat Lăzărești, comuna Cozmeni | Nyrpatak                       | Wietenberg                           |            |                                               | Încărcați imagine | Raportați eroare |
| 85822.01.02                               | Așezarea de epoca bronzului de la Lăzărești - "Nyrpatak" / ansamblu anonim (Categorie: locuire civilă) (Tip: Așezare)                                      | sat Lăzărești, comuna Cozmeni | Nyrpatak                       | Jigodin                              |            |                                               | Încărcați imagine | Raportați eroare |
| 85822.02.01                               | Cetatea medievală de la Lăzărești - "Dealul Cetății" / ansamblu anonim (Categorie: locuire civilă) (Tip: Cetate)                                           | sat Lăzărești, comuna Cozmeni | Dealul Cetății                 |                                      |            | 46°11′32″N 25°55′59″E / 46.19229°N 25.93299°E | Încărcați imagine | Raportați eroare |
| 85822.03.01                               | Așezarea medievală de la Lăzărești / ansamblu anonim (Categorie: locuire civilă) (Tip: Așezare)                                                            | sat Lăzărești, comuna Cozmeni |                                |                                      |            |                                               | Încărcați imagine | Raportați eroare |
| 84601.05.01 (Cod LMI: HR-II-m-A-12851)    | Capela medievală Sfânta Ana de la Lăzarea / ansamblu anonim (Categorie: structură de cult/religioasă) (Tip: Capelă)                                        | sat Lăzarea, comuna Lăzarea   |                                | sec. XV                              |            | 43°45′07″N 25°31′42″E / 43.75195°N 25.52833°E | Încărcați imagine | Raportați eroare |
| 84601.02 (Cod LMI: HR-II-a-A-12853)       | Biserica medievală romano-catolică din Lăzarea / ansamblu anonim (Categorie: construcție cult)                                                             | sat Lăzarea, comuna Lăzarea   | nr. 548                        |                                      |            | 46°44′54″N 25°32′13″E / 46.74833°N 25.53695°E | Încărcați imagine | Raportați eroare |
| 84601.02 (Cod LMI: HR-II-a-A-12853)       | Biserica medievală romano-catolică din Lăzarea / ansamblu anonim (Categorie: construcție cult)                                                             | sat Lăzarea, comuna Lăzarea   | nr. 548                        |                                      |            | 46°44′54″N 25°32′13″E / 46.74833°N 25.53695°E | Încărcați imagine | Raportați eroare |
| 84601.02.01 (Cod LMI: HR-II-a-A-12853)    | Biserica medievală romano-catolică din Lăzarea / ansamblu anonim (Categorie: construcție cult) (Tip: așezare)                                              | sat Lăzarea, comuna Lăzarea   | nr. 548                        |                                      |            | 46°44′54″N 25°32′13″E / 46.74833°N 25.53695°E | Încărcați imagine | Raportați eroare |
| 84601.02.02 (Cod LMI: HR-II-a-A-12853)    | Biserica medievală romano-catolică din Lăzarea / ansamblu anonim (Categorie: construcție cult) (Tip: așezare)                                              | sat Lăzarea, comuna Lăzarea   | nr. 548                        |                                      |            | 46°44′54″N 25°32′13″E / 46.74833°N 25.53695°E | Încărcați imagine | Raportați eroare |
| 84601.02.03 (Cod LMI: HR-II-a-A-12853)    | Biserica medievală romano-catolică din Lăzarea / ansamblu anonim (Categorie: construcție cult) (Tip: așezare)                                              | sat Lăzarea, comuna Lăzarea   | nr. 548                        |                                      |            | 46°44′54″N 25°32′13″E / 46.74833°N 25.53695°E | Încărcați imagine | Raportați eroare |
| 84601.02.04 (Cod LMI: HR-II-m-A-12853.01) | Biserica medievală romano-catolică din Lăzarea / ansamblu anonim (Categorie: construcție cult) (Tip: biserică)                                             | sat Lăzarea, comuna Lăzarea   | nr. 548                        | 1235, sec. XV-XVIII                  |            | 46°44′54″N 25°32′13″E / 46.74833°N 25.53695°E | Încărcați imagine | Raportați eroare |
| 84601.02.05 (Cod LMI: HR-II-a-A-12853)    | Biserica medievală romano-catolică din Lăzarea / ansamblu anonim (Categorie: construcție cult) (Tip: necropolă)                                            | sat Lăzarea, comuna Lăzarea   | nr. 548                        | sec. XVIII                           |            | 46°44′54″N 25°32′13″E / 46.74833°N 25.53695°E | Încărcați imagine | Raportați eroare |
| 84601.02.06 (Cod LMI: HR-II-a-A-12853)    | Biserica medievală romano-catolică din Lăzarea / ansamblu Biserica "Tuturor Sfinților" (Categorie: construcție cult) (Tip: Zid de incintă)                 | sat Lăzarea, comuna Lăzarea   | nr. 548                        | sec. XVII-XVIII                      |            | 46°44′54″N 25°32′13″E / 46.74833°N 25.53695°E | Încărcați imagine | Raportați eroare |
| 85724.10.01                               | Situl arheologic Leliceni - Suta III / ansamblu anonim (Categorie: așezare) (Tip: Așezare)                                                                 | sat Leliceni, comuna Leliceni | Suta III                       | Coțofeni                             | 1973       | 46°20′23″N 25°50′05″E / 46.33964°N 25.8348°E  | Încărcați imagine | Raportați eroare |
| 85724.10.02                               | Situl arheologic Leliceni - Suta III / ansamblu anonim (Categorie: așezare) (Tip: Așezare)                                                                 | sat Leliceni, comuna Leliceni | Suta III                       | Jigodin                              | 1973       | 46°20′23″N 25°50′05″E / 46.33964°N 25.8348°E  | Încărcați imagine | Raportați eroare |
| 85724.11.01                               | Situl arheologic Leliceni - Kápolna-helye / ansamblu anonim (Categorie: construcție de cult) (Tip: Capelă)                                                 | sat Leliceni, comuna Leliceni | Kápolna-helye                  |                                      |            | 46°19′59″N 25°50′17″E / 46.33306°N 25.83817°E | Încărcați imagine | Raportați eroare |
| 85724.11.02                               | Situl arheologic Leliceni - Kápolna-helye / ansamblu anonim (Categorie: construcție de cult) (Tip: capelă)                                                 | sat Leliceni, comuna Leliceni | Kápolna-helye                  |                                      |            | 46°19′59″N 25°50′17″E / 46.33306°N 25.83817°E | Încărcați imagine | Raportați eroare |
| 84601.04.01                               | Situl arheologic de la Lăzarea - intravilan / ansamblu anonim (Categorie: locuire) (Tip: așezare)                                                          | sat Lăzarea, comuna Lăzarea   | Intravilan                     |                                      |            | 46°44′48″N 25°32′12″E / 46.74667°N 25.53667°E | Încărcați imagine | Raportați eroare |
| 84601.04.02                               | Situl arheologic de la Lăzarea - intravilan / ansamblu anonim (Categorie: locuire) (Tip: așezare)                                                          | sat Lăzarea, comuna Lăzarea   | Intravilan                     |                                      |            | 46°44′48″N 25°32′12″E / 46.74667°N 25.53667°E | Încărcați imagine | Raportați eroare |
| 84601.04.03                               | Situl arheologic de la Lăzarea - intravilan / ansamblu anonim (Categorie: locuire) (Tip: așezare)                                                          | sat Lăzarea, comuna Lăzarea   | Intravilan                     |                                      |            | 46°44′48″N 25°32′12″E / 46.74667°N 25.53667°E | Încărcați imagine | Raportați eroare |
| 84601.04.04                               | Situl arheologic de la Lăzarea - intravilan / ansamblu anonim (Categorie: locuire) (Tip: așezare)                                                          | sat Lăzarea, comuna Lăzarea   | Intravilan                     |                                      |            | 46°44′48″N 25°32′12″E / 46.74667°N 25.53667°E | Încărcați imagine | Raportați eroare |
| 84601.04.05                               | Situl arheologic de la Lăzarea - intravilan / ansamblu anonim (Categorie: locuire) (Tip: așezare)                                                          | sat Lăzarea, comuna Lăzarea   | Intravilan                     |                                      |            | 46°44′48″N 25°32′12″E / 46.74667°N 25.53667°E | Încărcați imagine | Raportați eroare |
| 84601.06.01 (Cod LMI: HR-II-m-A-12853.01) | Mănăstirea franciscană de la Lăzarea-Dealul Szarmany / ansamblu Biserica mânăstirii franciscane cu claustrul (Categorie: construcție cult) (Tip: biserică) | sat Lăzarea, comuna Lăzarea   | nr. 549, punct Dealul Szarmany | 1558, sec. XVI-XVII                  |            | 46°45′04″N 25°32′02″E / 46.75111°N 25.53389°E | Încărcați imagine | Raportați eroare |
| 84601.06.02 (Cod LMI: HR-II-a-A-12853)    | Mănăstirea franciscană de la Lăzarea-Dealul Szarmany / ansamblu Capela "Sfântul Anton" (Categorie: construcție cult) (Tip: Capelă)                         | sat Lăzarea, comuna Lăzarea   | nr. 549, punct Dealul Szarmany | 1558, sec. XVII                      |            | 46°45′04″N 25°32′02″E / 46.75111°N 25.53389°E | Încărcați imagine | Raportați eroare |
| 84601.08.01                               | Situl arheologic de la Lăzarea - Nyir kert / ansamblu anonim (Categorie: locuire) (Tip: locuire sezonieră)                                                 | sat Lăzarea, comuna Lăzarea   | Nyir kert                      |                                      |            | 46°46′05″N 25°32′52″E / 46.76805°N 25.54778°E | Încărcați imagine | Raportați eroare |
| 84601.08.02                               | Situl arheologic de la Lăzarea - Nyir kert / ansamblu anonim (Categorie: locuire) (Tip: Locuire)                                                           | sat Lăzarea, comuna Lăzarea   | Nyir kert                      |                                      |            | 46°46′05″N 25°32′52″E / 46.76805°N 25.54778°E | Încărcați imagine | Raportați eroare |
| 84601.08.03                               | Situl arheologic de la Lăzarea - Nyir kert / ansamblu anonim (Categorie: locuire) (Tip: Locuire)                                                           | sat Lăzarea, comuna Lăzarea   | Nyir kert                      |                                      |            | 46°46′05″N 25°32′52″E / 46.76805°N 25.54778°E | Încărcați imagine | Raportați eroare |
| 84834.02                                  | Topoare de piatră la Lupeni (Categorie: descoperiri izolate de artefacte) (Tip: obiecte izolate)                                                           | sat Lupeni, comuna Lupeni     |                                |                                      |            |                                               | Încărcați imagine | Raportați eroare |